# Ibn Butlan
Ibn Butlân | ابن بطلان, de son nom complet Abu l-Hasan al-Muchtar ibn al-Hasan ibn ʿAbdun ibn Saʿdun ibn Butlan (vers 1001-1066) est un médecin irakien nestorien, connu pour son traité Taqwīm eṣ-ṣiḥḥa | تقويم الصحة traduit en Occident sous le titre de Tacuinum sanitatis. Il est le témoin d'une supernova apparue en 1054 ou SN 1054.

## Biographie
Élève de Ibn al-Tayyib, il devient une notoriété médicale chrétienne de Bagdad et de Damas. Vers 1049, il visite le Caire où il rencontre Ali Ibn Ridwan avec qui il polémique sur les rapports respectifs des climats, des saisons et des peuples sur la santé et l'efficacité des remèdes ;  sur les méthodes d'enseignement de la médecine ; sur le classement des aliments.
Il séjourne ensuite à Constantinople, avant de s'établir à Antioche pour se faire moine.

## Œuvres
Il est l'auteur d'une pièce satirique sur un fait de charlatanisme : Invitation des médecins ou Banquet des médecins (Da'wat al-atibba), qui met en scène un oculiste, un chirurgien, un phlébotomiste, un pharmacien, un médecin et Ibn Butlan lui-même. On y explique pourquoi les excréments du loup et du lézard soignent le mal de gorge et les cicatrices, ou encore que le choix de l'endroit de la saignée, déterminé par analogie ou par rêve révélateur, est à la portée même des souris d'un hôpital.
Il écrit aussi un manuel à l'usage des moines pour savoir déceler les esclaves malades mis en vente.

### Hygiène et diététique

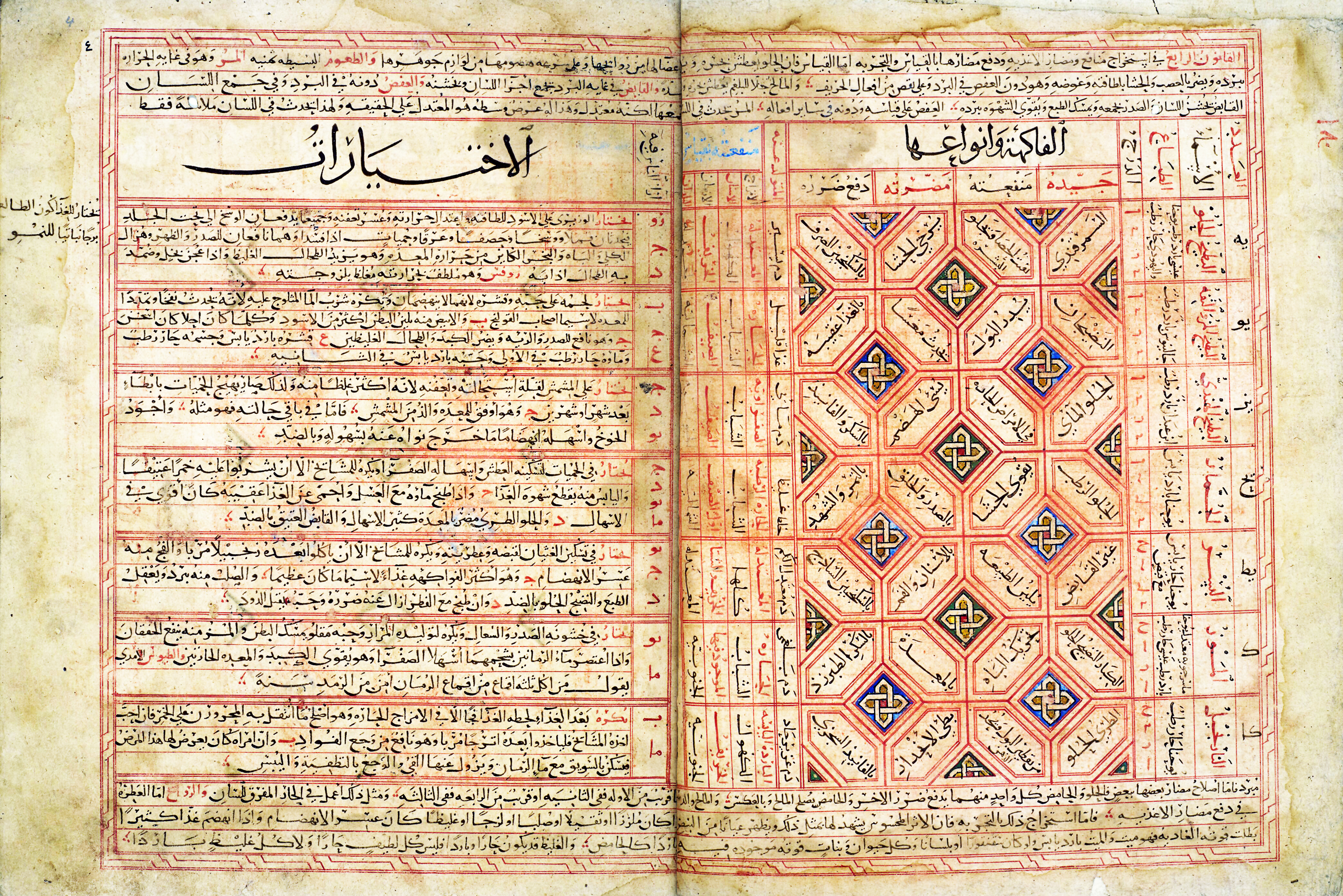
Un manuscrit du Taqwīm al-Siḥḥa (British Library), copié en 1213 pour un fils de Saladin, El-Malik ed-Zahir Ghazi, émir d'Alep.

Il a écrit le Taqwim al-Sihhah (littéralement « La préservation de la santé » ou « Tables de santé » qui traite de l'hygiène, de la diététique et de l'exercice physique. Il a souligné les avantages d'une prise en compte attentive du bien-être physique et mental de la personne. L'auteur a voulu proposer un ouvrage facile à consulter pour un large public : Il s'agit d'une présentation en « tableaux » (en arabe taqwim) de données pharmacologiques.
L'ouvrage est traduit en latin au milieu du XIIIe siècle, à la cour du roi de Sicile Manfred, sous le titre de Tacuinum Sanitatis (taqwin devenant tacuinum en latin). Très populaire en Occident médiéval, il marque le début d'une série de textes dédiés exclusivement à l'hygiène qui perdure jusqu'à la fin du XVe siècle, pour être ensuite rédigés en langue vulgaire (en français Régime de santé ou Almanach de la santé).
C'est un exemple de l'influence des textes en langue arabe sur l'hygiène médiévale en Occident latin.

### Témoignage astronomique

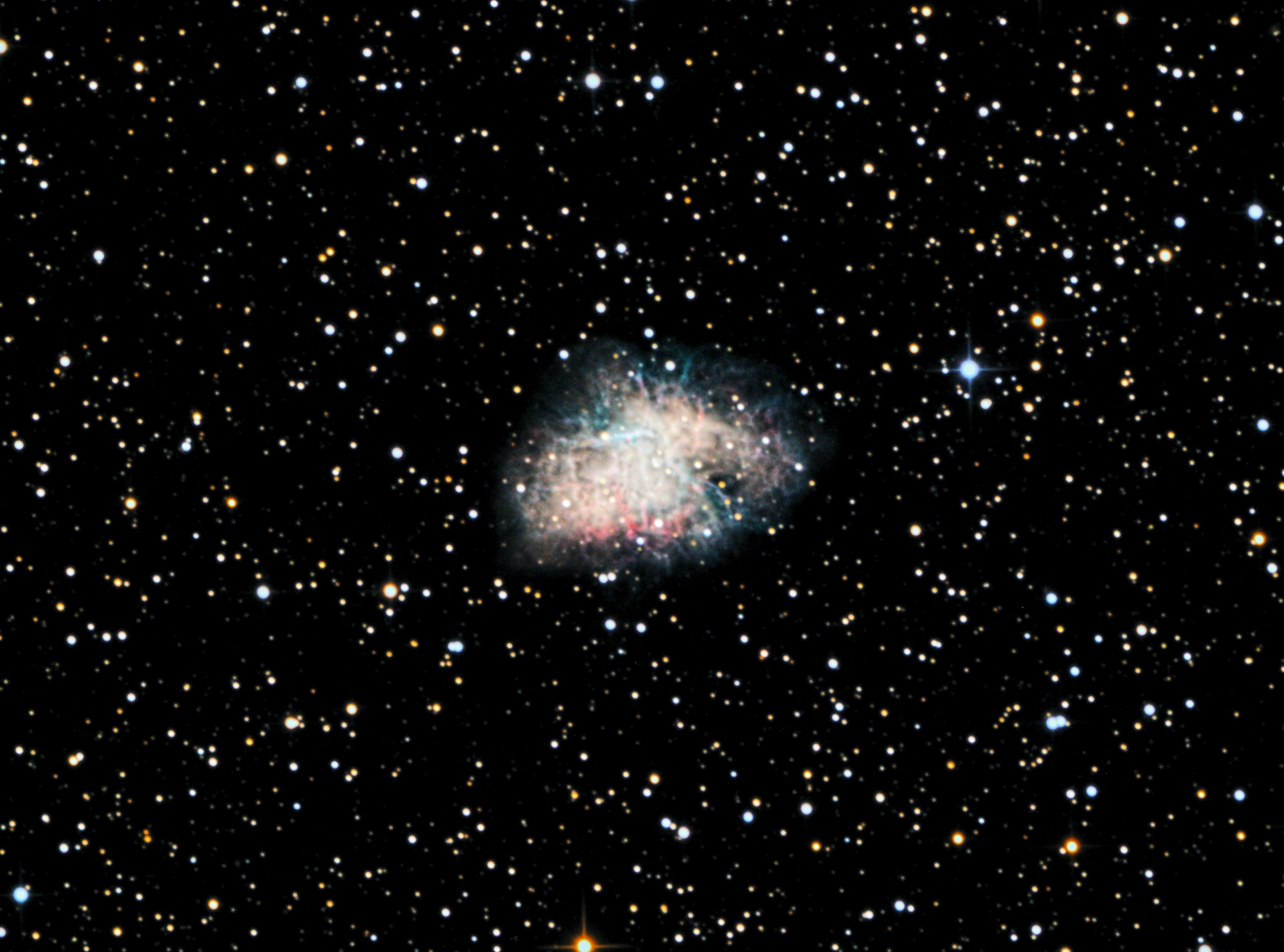
La supernova de 1054 est devenue la nébuleuse du Crabe, ici photographiée en 2017 par appareillage d'amateur.

Le nom d'Ibn Butlan est également connu en astronomie, car il a été le seul chroniqueur extérieur au monde chinois à mentionner par écrit l'observation de la supernova de 1054, qui est restée plus de trois semaines visible en plein jour. Ibn Butlan fut témoin de cet événement à l'été 1054, alors qu'il venait de quitter Le Caire (plus précisément Fostat) pour s'installer à Constantinople.
Le témoignage de Ibn Butlan n'est guère précis et ne serait pas exploitable en l'absence des textes chinois, mais il mentionne le signe du zodiaque (les Gémeaux), l'entrée de Saturne dans la maison du Cancer et l'année d'observation du phénomène, qu'il décrit comme « spectaculaire ». Ce sont autant d'éléments qui peuvent être considérés comme associés à cette supernova.
Ibn Butlan nomme ce phénomène al-kawkab al-atari ou « étoile météorologique ». Dans la cosmologie d'Aristote, les sphères célestes sont considérées comme immuables. Tous les phénomènes paraissant contredire ce principe sont placés dans la sphère sublunaire du feu.
Ce témoignage est inclus dans le Uyun al-Anba, un ouvrage compilant diverses biographies de médecins compilé en 1242 par le médecin, écrivain et bibliographe Ibn Abi Usaybi'a.